# Xe lam

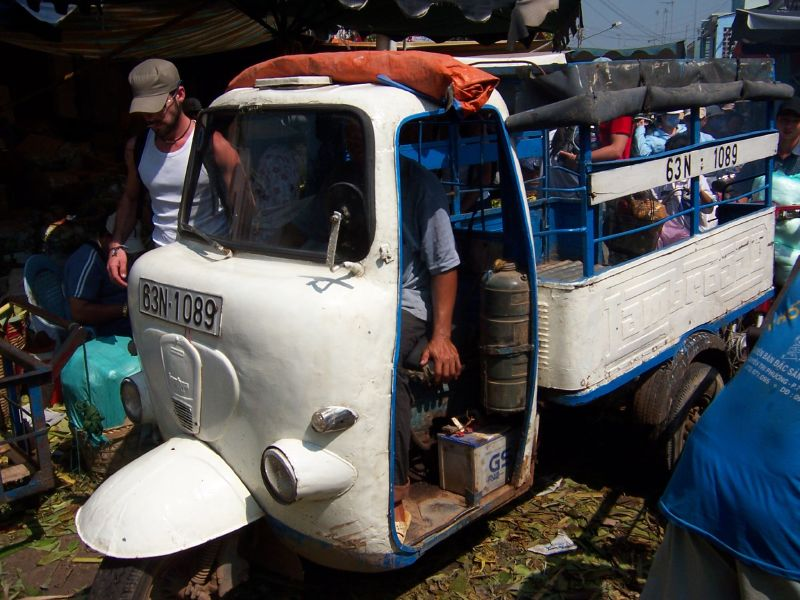
Xe lam ở Mỹ Tho năm 2006, đời xe Lambretta Lambro 175cc năm 1965 còn sót lại

Xe lam là tên gọi tiếng Việt của xe 3 bánh, một thời là một phương tiện giao thông công cộng phổ biến ở Việt Nam nhất là ở miền Nam Việt Nam từ thập niên 1960, dành cho người lao động bình dân. Tên gọi xe lam xuất hiện từ thời đó, do dùng kiểu Lambro do thuộc dòng xe Lambretta sản xuất ở Ý. Sau này xe được người dân tự chế với các động cơ nhập hoặc dùng động cơ xe máy khác.
Đây là một loại xe khách hay xe chở hàng có cấu trúc tương tự như xe tuktuk, hiện vẫn là phương tiện giao thông phổ biến  tại một số quốc gia trên thế giới như Sudan, Bangladesh, Ấn Độ, Lào, Thái Lan, Campuchia,...

## Miêu tả
Xe lam là loại xe thùng nhỏ có 3 bánh xe, gồm một cabin cho tài xế ngồi lái phía trước và một thùng xe để chở khách hay chở hàng phía sau, có thể chở từ 8 đến 10 hành khách. Phân chia 3 bánh thì một bánh xe đặt phía trước, người lái có thể điều khiển để quẹo trái hay phải, còn hai bánh sau chịu đựng phần thùng xe. Dưới ghế ngồi của tài xế là thùng đặt máy xe.
Tên gọi xe lam có nguồn gốc từ các dòng xe 3 bánh của Lambretta FD (dung tích xy lanh 123 và 150 cc), FLI (175 cc) và sau đó là Lambro 200, 550 (đều có dung tích 198 cc) do công ty cơ giới Innocenti chế tạo. Các dòng xe này lần lượt được nhập vào Việt Nam Cộng hòa vào giữa thập niên 1960 để thay thế xe thổ mộ vẫn còn được lưu hành vào khoảng thời gian đó. Các xe này được nhập ở dạng không đóng thùng, và tuỳ công năng chở người hay chở hàng sẽ được đóng thùng sau khi nhập vào nước. Bên cạnh đó, một số xe có kiểu dáng tương tự nhưng của các hãng khác (như Vespa của hãng Piaggio, Ý,...), ít gặp hơn, cũng được gọi là xe lam. Trong số gần 35000 chiếc Lambro 550 xuất xưởng thì có 17000 chiếc được xuất sang thị trường Thổ Nhĩ Kỳ và Việt Nam.

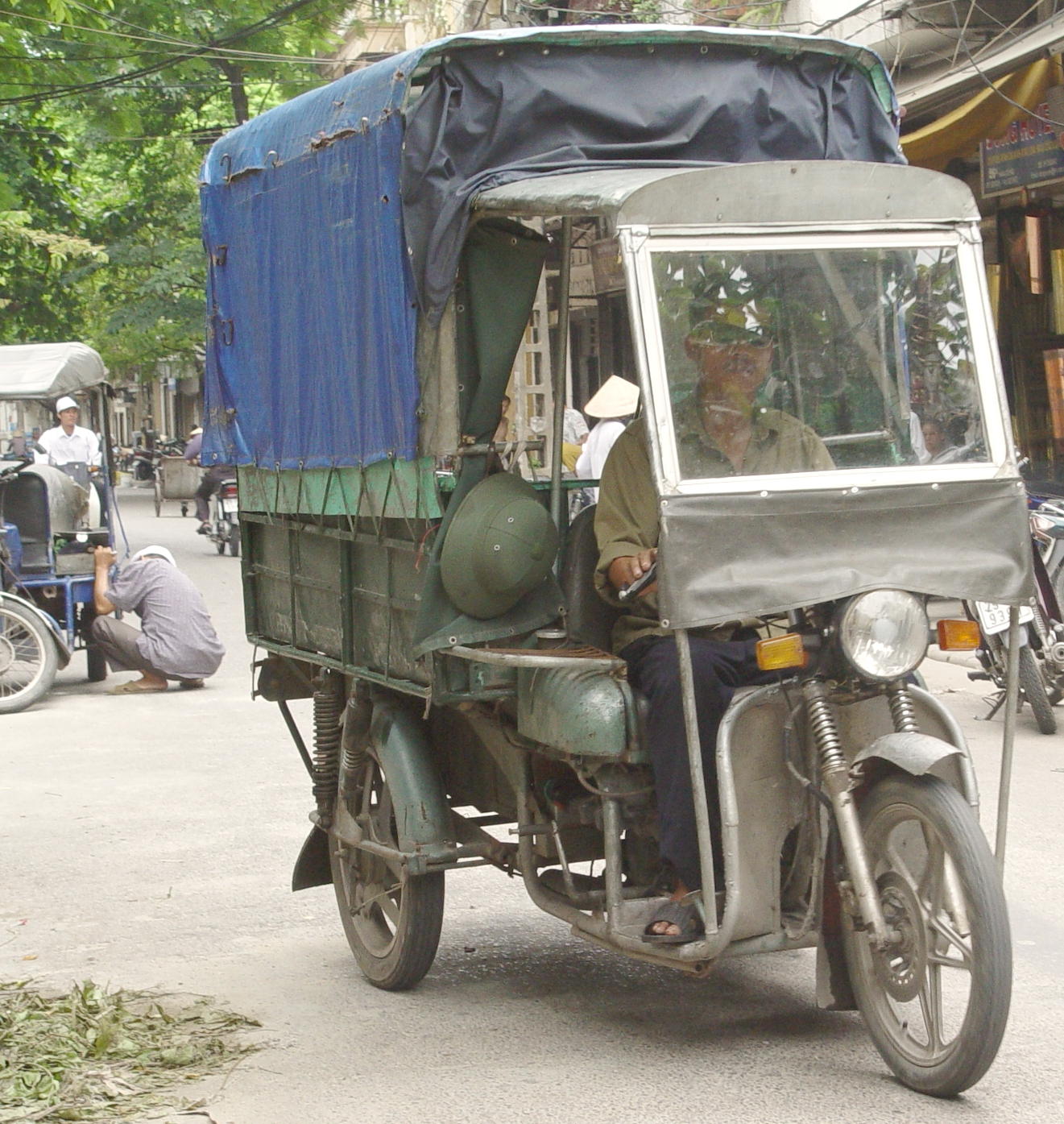
Xe lam tự chế ở Hà Nội, 2006
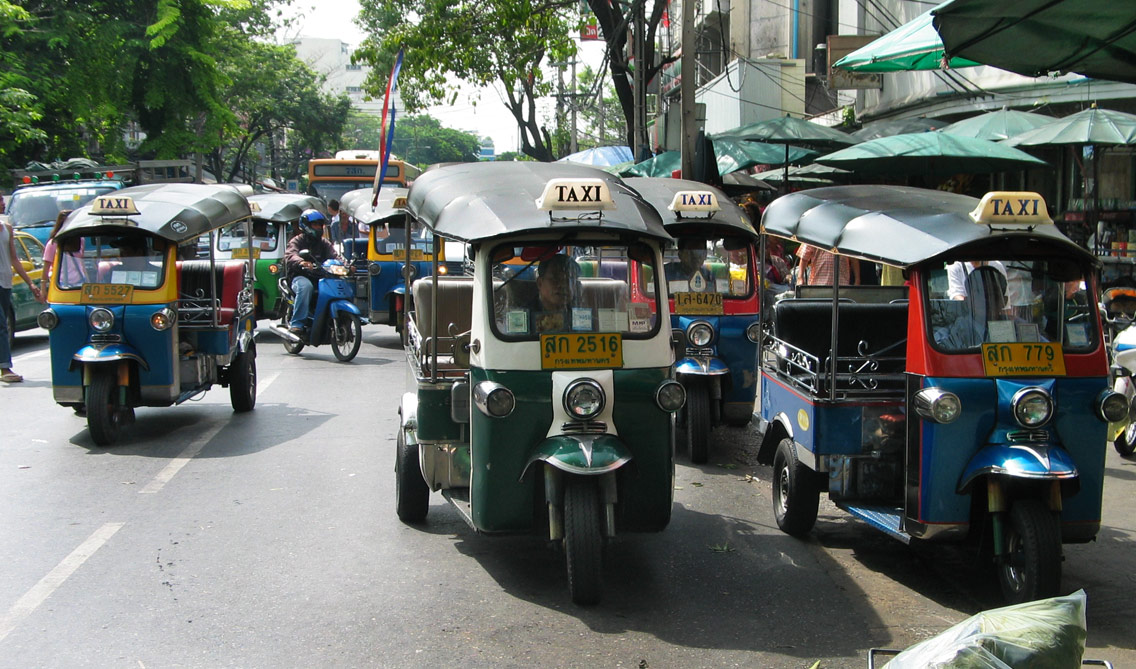
Bến xe tuktuk tại Bangkok, Thái Lan, 2005
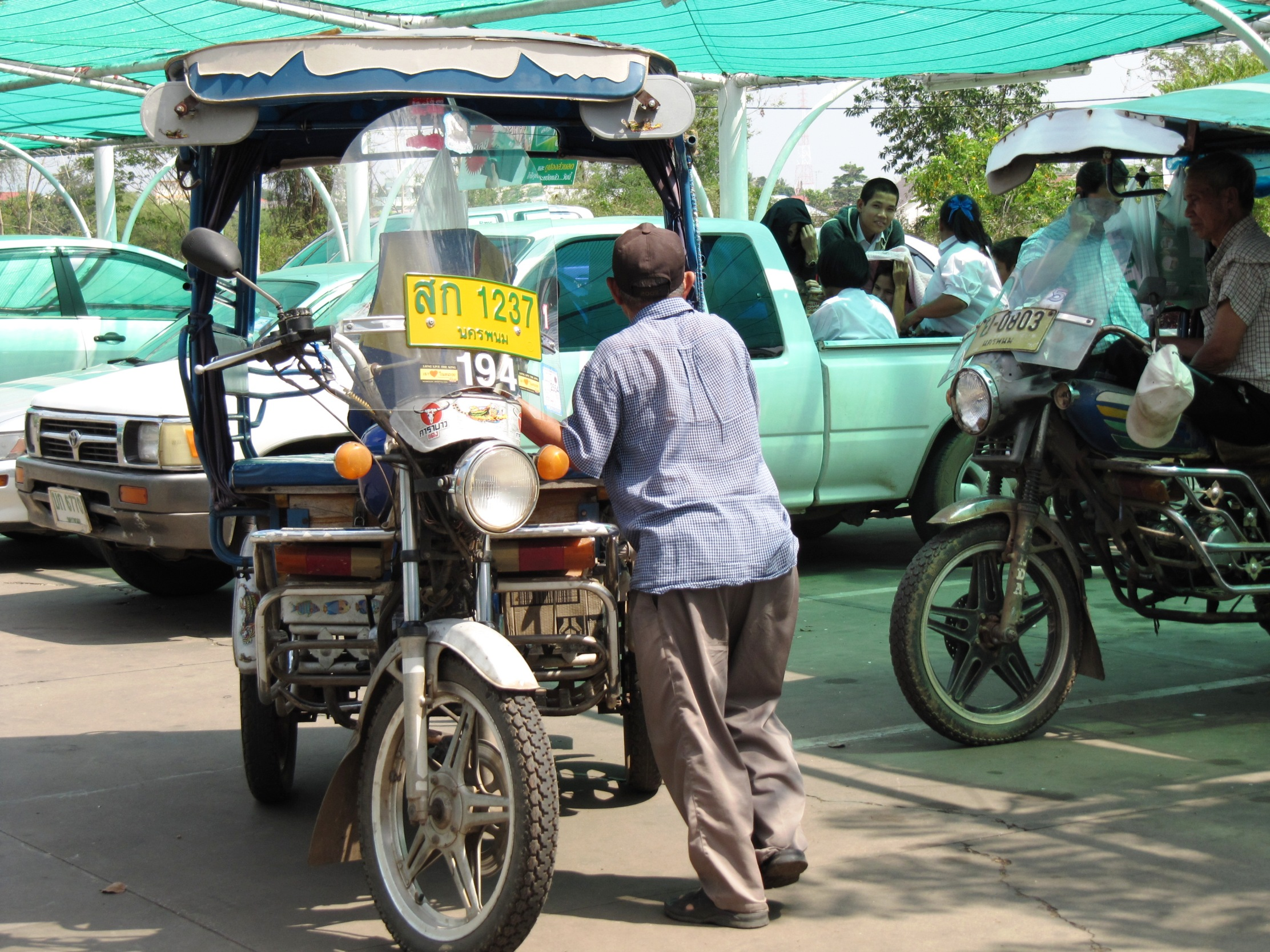
Tuk-tuk ở Nakhon Phanom, Thái Lan, 2010
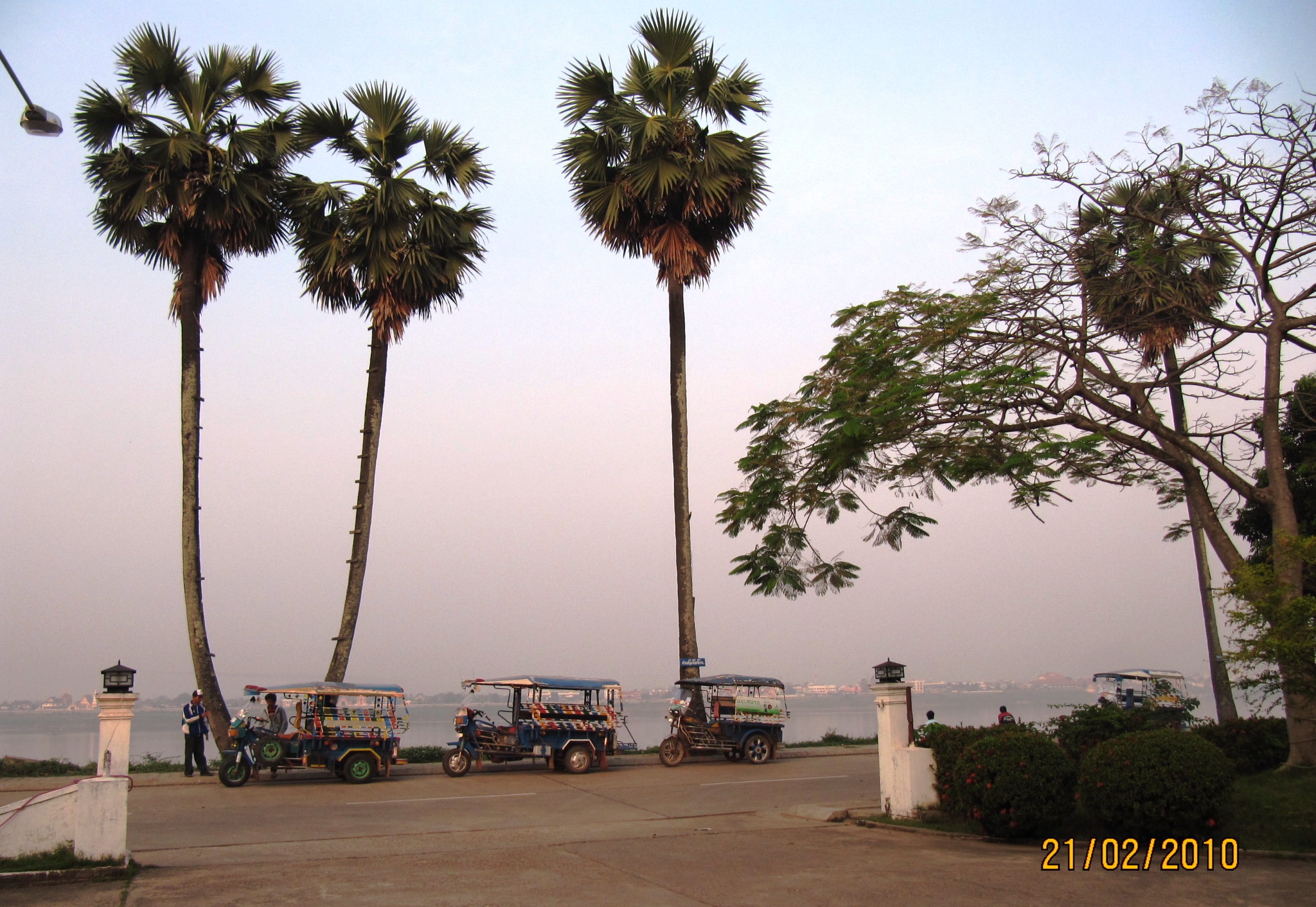
Xe tuktuk và cây thốt nốt trên bờ sông Mekong ở Thakhek, Lào

## Lưu hành
Khoảng những năm 1966-1967, chính phủ Việt Nam Cộng hòa đã tiến hành một chương trình mang tên "Hữu sản hóa" nhằm cung cấp phương tiện hành nghề chuyên chở công cộng cho những lao động cần việc làm và cũng để cải thiện đời sống giới thợ thuyền, người nghèo và phát triển hạ tầng cơ sở vận tải, trong đó có việc cho vay vốn và sẽ được trả góp để mua taxi và xe lam hành nghề.
Giá 1 chiếc xe lam vào thập niên 1960 tại Sài Gòn lúc đó khoảng 30 cây vàng nhưng đem lại nhiều lợi nhuận cho người chủ xe (theo lời 1 chủ xe: "Chạy một ngày, ăn cả tháng chưa hết"). Số lượng xe lam riêng tại Sài Gòn là 2.300 chiếc xe vào đầu thập niên 1960, sang thập niên 1970 thì tăng lên 4.000 chiếc.
Đặc biệt, sau khi thống nhất năm 1975, các phương tiện cơ giới khác bị thiếu xăng hoặc thiếu phụ tùng thay thế không sử dụng được, thì xe lam được dùng làm phương tiện phổ biến rẻ tiền và bước vào thời vàng son. Lúc đó, chỉ riêng thị xã Biên Hòa, có 6 hợp tác xã xe lam với khoảng 1.000 đầu xe đăng ký chở khách chính thức, với hàng triệu lượt khách mỗi năm, vì vậy mà có thời Biên Hòa được ví như là "thủ phủ xe lam". Sau này, xe được đem ra và phổ biến cả ở miền Bắc Việt Nam, cho đến thế kỷ 21.
Tại Việt Nam, từ năm 2004, sau khi Nghị định 23/2004/NĐ-CP ban hành (Nghị định quy định về niên hạn sử dụng đối với các loại ô tô tải và ô tô chở người tham gia giao thông trên hệ thống đường bộ), xe lam bị hạn chế và dần bị cấm hẳn.
Xe lam còn tồn tại như phương tiện công cộng ở Thành phố Hồ Chi Minh dưới dạng xe buýt 12 chỗ hiệu Dasu cho một số tuyến đường nhỏ, hẹp và được thay thế dần bởi các xe lớn hơn. Đến năm 2020, hiện vẫn còn 10 chiếc xe lam Dasu của tuyến 37 (đi từ cảng quận 4 đến Nhà Bè) vẫn được hoạt động do tuyến đường vẫn còn nhiều cầu sắt nhỏ.
Xe lam cũng được nói đến trong âm nhạc, như bài Chuyến xe lam chiều của Vinh Sử, có câu: 
...Trên chuyến xe lam đông người chiều nay
Nghe từng cô đơn nỗi niềm chua cay
Còn đâu một chuyến xe lam
Ngày nao mộng ước vô vàn
Nay kỷ niệm em một mình mang